# Dichroplus democraticus
Dichroplus democraticus är en insektsart som först beskrevs av Blanchard 1851.  Dichroplus democraticus ingår i släktet Dichroplus och familjen gräshoppor. Inga underarter finns listade i Catalogue of Life.